# Consolat General de Rússia a Barcelona
El Consolat General de la Federació Russa a Barcelona és la missió diplomàtica de la Federació russa a la ciutat de Barcelona. La seva seu és al número 34 de l'avinguda de Pearson, al barri de Pedralbes de Barcelona.
El consolat estén la seva jurisdicció sobre Catalunya, Aragó, País Valencià, Illes Balears, Múrcia, Navarra i la província d'Almeria. D'ençà del 27 de gener del 2019, el cònsol general és Aleksandr Iurievitx Pankov.
A voltes, ha estat punt de concentració de manifestacions en contra de certes polítiques de l'estat rus. El 10 d'agost de 2008, la comunitat georgiana a Catalunya va protestar en contra de la intervenció militar russa en la guerra a Ossètia del Sud. El 17 d'agost de 2020 fou indret d'una manifestació a favor de l'alliberament de desenes d'ecologistes que foren detinguts en la república russa de Baixkíria per haver protestat contra un projecte d'extracció de gas a la muntanya Kushtau, als Urals.